# Andrew Gillum
Andrew Demese Gillum, né le 26 juillet 1979 à Miami, est un homme politique américain membre du Parti démocrate. Il est maire de Tallahassee de 2014 à 2018.

## Biographie
Alors qu'il est encore étudiant à la Florida Agricultural and Mechanical University, Andrew Gillum est élu à la commission municipale de Tallahassee. Il y siège de 2003 — à 23 ans — à 2014, avant d'être élu maire de la capitale de Floride de 2014 à 2018. Afro-américain, jeune et démocrate, il est parfois comparé au 44e président des États-Unis Barack Obama. Sa gestion de la ville est cependant remise en cause lorsque le FBI lance une enquête sur un lobbyiste proche de Gillum ; si l'ancien maire n'est jamais inquiété par la justice, il révèlera avoir accepté des cadeaux de celui-ci.

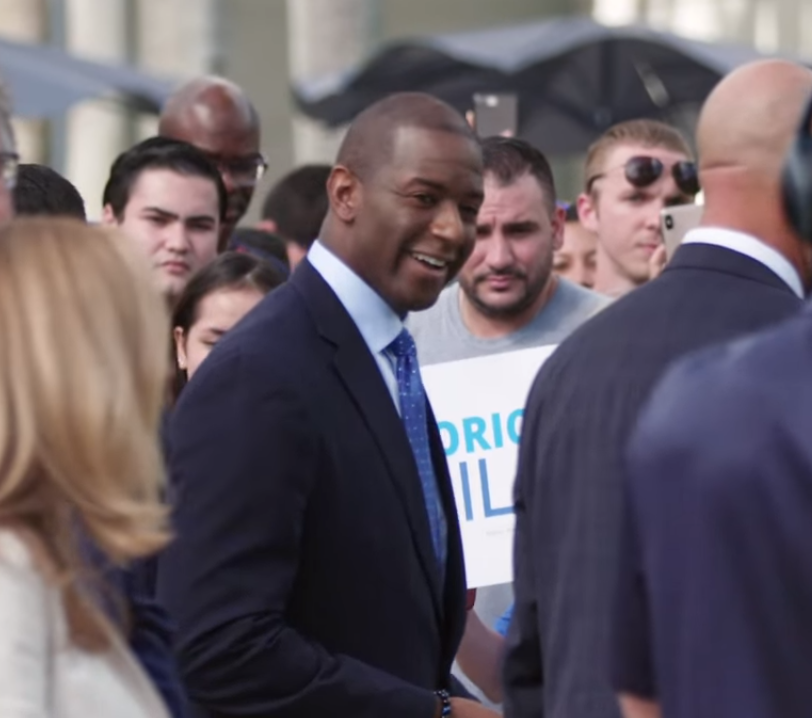
Gillum en campagne en 2018.

Andrew Gillum est candidat au poste de gouverneur de Floride à l'élection de 2018. Il est considéré comme un « progressiste » proche du sénateur américain Bernie Sanders, le plus haut élu à soutenir sa candidature,. Gillum avait cependant soutenu Hillary Clinton face à Sanders lors des primaires démocrates de 2016,. Il remporte la primaire démocrate en devançant la favorite de la course, l'ancienne représentante Gwen Graham, rassemblant 39 % des voix contre 34 % pour Graham. Lors de l'élection générale, il est finalement battu de justesse en obtenant 49,2 % des voix contre 49,6 % pour son adversaire républicain Ron DeSantis. Il s'agit du meilleur score d'un démocrate à l'élection du gouverneur depuis les années 1990.
Après sa défaite, Andrew Gillum devient commentateur politique sur CNN et lance une association ayant pour but d'inscrire les habitants de Floride sur les listes électorales en vue de l'élection présidentielle américaine de 2020,. En mars 2020, il est retrouvé en état d'ébriété dans une chambre de Miami Beach aux côtés d'un escort ayant fait une overdose de méthamphétamine. Quelques jours plus tard, il révèle souffrir de dépression depuis sa défaite de 2018 et entrer en cure de désintoxication pour soigner son alcoolisme,.
Le 22 juin 2022, Andrew Gillum a été inculpé de plusieurs chefs d'accusation liés à la fraude aux contributions électorales lors de sa candidature au poste de gouverneur de Floride en 2018.